# Killer
Killer — четвёртый студийный альбом Элиса Купера и его группы, записанный ими и продюсером Бобом Эзрином летом-осенью 1971 года и выпущенный 27 ноября 1971 года компанией Warner Bros.

## Об альбоме
Диск достиг 21-го места в США и 27-го в Великобритании (став позже платиновым). Синглами из него (в начале 1972 года) вышли «Under My Wheels» (США № 59, Великобритания № 66) и «Be My Lover» (США № 49). Трек «Halo of Flies» стал хитом в Нидерландах (№ 5).
При том, что альбом в своё время не стал мегахитом, позже он получил признание как один из важнейших релизов 1970-х годов. Джонни Роттен называл его величайшим альбомом всех времён. В книге «Stairway to Hell» («500 лучших хеви-метал альбомов всех времён») Чак Эдди назвал «Killer» «музыкальным лицом Детройта».

## Оформление обложки
- Змея, изображённая на обложке — удав Качина[31], принадлежавший Нилу Смиту[англ.].
- Деннис Данауэй[англ.] говорил (в интервью Джорджу Э. Орлею в декабре 1998 года), что надпись на обложке была выполнена им левой рукой (он правша), чтобы придать ей «более жуткий характер».
- В Мексике альбом вышел с изображением висящего в петле Элиса на обложке, которое в изданиях в других странах использовалось на развороте конверта пластинки. Судя по всему, изображение змеи было запрещено по каким-то национальным табу[32][33].

### Комментарии к песням
- Рабочим заголовком «Desperado» был «Desert Nights»; текст песни написал Деннис[32].
- «Yeah, Yeah, Yeah». Призыв: «suffer» — из мюзикла «Bye, Bye Birdie», где Конрад Бёрди призывает всех девушек «страдать» (по нему). Ещё в школе участники группы участвовали в постановке этого мюзикла где (коллективно) играли роль Бёрди[32]. Любопытно, что когда школьные власти начали притеснять Винсента за длинные волосы, его мама явилась к директору и заявила, что её сын — «профессиональный актёр», и такая причёска требуется ему для сценического представления (Ренфилд, июль 1995).
- Щелчок в конце «Be My Lover» — это звук упавших палочек: их случайно уронил Нил Смит. Майкл Брюс говорил, что встречал нескольких музыкантов, которые, делая кавер на эту песню, безуспешно пытались воспроизвести финальный звук, не зная историю его возникновения[32].

Я страшно бесил Боба Эзрина, жонглируя палочками. Он боялся, что если я уроню их, придётся перезаписывать всю песню.
 — Нил Смит (1989)
- Майк Брюс говорил, что «Halo of Flies» — это три совершенно разные песни, над которыми работала группа, которые Элис вдруг решил соединить, использовав «шпионскую» тему в качестве центральной[32].
- Название «Halo of Flies» предложила Синди Лэйнг[32].

## Список композиций
| №  | Название          | Автор(ы)                                    | Длительность |
| -- | ----------------- | ------------------------------------------- | ------------ |
| 1. | «Under My Wheels» | Майкл Брюс, Деннис Данауэй, Боб Эзрин       | 2:50         |
| 2. | «Be My Lover»     | Брюс                                        | 3:15         |
| 3. | «Halo of Flies»   | Элис Купер, Нил Смит, Данауэй, Глен Бакстон | 8:21         |
| 4. | «Desperado»       | Купер, Бакстон                              | 3:25         |

| №                   | Название               | Автор(ы)                            | Длительность |
| ------------------- | ---------------------- | ----------------------------------- | ------------ |
| 1.                  | «You Drive Me Nervous» | Купер, Брюс, Эзрин                  | 2:24         |
| 2.                  | «Yeah, Yeah, Yeah»     | Купер, Брюс                         | 3:33         |
| 3.                  | «Dead Babies»          | Купер, Бакстон, Брюс, Данауэй, Смит | 5:40         |
| 4.                  | «Killer»               | Брюс, Данауэй                       | 7:07         |
| Общая длительность: | Общая длительность:    | Общая длительность:                 | 36:35        |

## Участники записи
Список составлен по сведениям базы данных Discogs.
| Alice Cooper band: - Элис Купер — вокал - Глен Бакстон — гитара - Майкл Брюс — ритм-гитара, клавишные - Деннис Данауэй — бас-гитара - Нил Смит — ударные Приглашённые музыканты: - Боб Эзрин — клавишные, клавишные, мини-муг, аранжировки струнных и духовых - Рик Дерринджер — гитара («Under My Wheels», «Yeah Yeah Yeah») | Приглашённые музыканты: - Реджи Винсент — бэк-вокал Технический персонал: - Боб Эзрин — музыкальный продюсер - Джек Ричардсон — исполнительный продюсер - Брайан Кристиан — звукоинженер - Джо Лопес — техник - Рэнди Кринг — мастеринг-инженер - Пит Тёрнер — фотограф - Качина — удав на обложке |

## Позиции в хит-парадах и уровни продаж
| Год       | Чарт                                | Высшая позиция | Пребывание |
| --------- | ----------------------------------- | -------------- | ---------- |
| 1972      | Великобритания (UK Albums Chart)    | 27             | 18 недель  |
| 1971—1973 | Канада (RPM 100 Albums)             | 6              | 55 недель  |
| 1971—1973 | США (Billboard 200)                 | 21             | 54 недели  |
| 1972      | Финляндия (Suomen virallinen lista) | 22             | 7 недель   |

| Чарт (1972)                        | Позиция |
| ---------------------------------- | ------- |
| США (Billboard Top Popular Albums) | 6       |

| Регион                                                      | Сертификация | Продажи    |
| ----------------------------------------------------------- | ------------ | ---------- |
| США (RIAA)                                                  | Золотой      | 500 000^   |
| США (RIAA)                                                  | Платиновый   | 1 000 000^ |
| ^ Данные о тиражах приведены только на основе сертификации. |              |            |